# 普里里奇恰
51°7′20″N 23°54′8″E / 51.12222°N 23.90222°E
普里里奇恰（烏克蘭語：Приріччя），是烏克蘭的村落，位於該國西部沃倫州，由科韋利區負責管轄，始建於1964年，面積0.18平方公里，海拔高度173米，2001年該村落人口48。